# Geosmithia eburnea
Geosmithia eburnea är en svampart som beskrevs av Yaguchi, Someya & Udagawa 1994. Geosmithia eburnea ingår i släktet Geosmithia, ordningen köttkärnsvampar, klassen Sordariomycetes, divisionen sporsäcksvampar och riket svampar.   Inga underarter finns listade i Catalogue of Life.